# 東野田町
東野田町（ひがしのだまち）は、大阪府大阪市都島区にある町名。現行行政地名は東野田町一丁目から東野田町五丁目。また、国道1号と大阪市道赤川天王寺線が交わる交差点名でもある。

## 地理
大阪市都島区の南部に位置する。南は片町、西は網島町・中野町、北は都島南通・都島中通、東は城東区野江・蒲生とそれぞれ接する。
地内には京阪電気鉄道の京橋駅があり、京阪モールやコムズガーデンなどの商業施設が多数あり、繁華街として形成されている。

## 歴史

### 地名の由来
元は東成郡野田村の一部。1897年（明治30年）の大阪市第一次市域拡張の際、西成郡野田村（現在の福島区玉川、野田、吉野、大開など）も同時に大阪市北区へ編入となったため、当方は北区東成野田となり、1900年（明治33年）に北区東野田町となった。1943年（昭和18年）に新設の都島区へ転属。

## 世帯数と人口
2019年（平成31年）3月31日現在の世帯数と人口は以下の通りである。
| 丁目           | 世帯数    | 人口    |
| -------------- | --------- | ------- |
| 東野田町一丁目 | 1,175世帯 | 1,672人 |
| 東野田町二丁目 | 195世帯   | 290人   |
| 東野田町三丁目 | 262世帯   | 385人   |
| 東野田町四丁目 | 853世帯   | 1,287人 |
| 東野田町五丁目 | 997世帯   | 1,438人 |
| 計             | 3,482世帯 | 5,072人 |

### 人口の変遷
国勢調査による人口の推移。
| 1995年（平成7年）  | 4,040人 | [ 6 ]  |  |
| 2000年（平成12年） | 4,098人 | [ 7 ]  |  |
| 2005年（平成17年） | 4,551人 | [ 8 ]  |  |
| 2010年（平成22年） | 4,699人 | [ 9 ]  |  |
| 2015年（平成27年） | 5,207人 | [ 10 ] |  |

### 世帯数の変遷
国勢調査による世帯数の推移。
| 1995年（平成7年）  | 1,922世帯 | [ 6 ]  |  |
| 2000年（平成12年） | 1,982世帯 | [ 7 ]  |  |
| 2005年（平成17年） | 2,459世帯 | [ 8 ]  |  |
| 2010年（平成22年） | 3,042世帯 | [ 9 ]  |  |
| 2015年（平成27年） | 3,366世帯 | [ 10 ] |  |

## 学区
市立小・中学校に通う場合、学区は以下の通りとなる。なお、小学校・中学校入学時に学校選択制度を導入しており、通学区域以外に都島区の小学校・中学校から選択することも可能。
| 丁目           | 番   | 小学校             | 中学校             |
| -------------- | ---- | ------------------ | ------------------ |
| 東野田町一丁目 | 全域 | 大阪市立桜宮小学校 | 大阪市立桜宮中学校 |
| 東野田町二丁目 | 全域 | 大阪市立桜宮小学校 | 大阪市立桜宮中学校 |
| 東野田町三丁目 | 全域 | 大阪市立桜宮小学校 | 大阪市立桜宮中学校 |
| 東野田町四丁目 | 全域 | 大阪市立桜宮小学校 | 大阪市立桜宮中学校 |
| 東野田町五丁目 | 全域 | 大阪市立桜宮小学校 | 大阪市立桜宮中学校 |

## 事業所
2016年（平成28年）現在の経済センサス調査による事業所数と従業員数は以下の通りである。
| 丁目           | 事業所数    | 従業員数 |
| -------------- | ----------- | -------- |
| 東野田町一丁目 | 179事業所   | 3,251人  |
| 東野田町二丁目 | 410事業所   | 4,484人  |
| 東野田町三丁目 | 263事業所   | 2,225人  |
| 東野田町四丁目 | 164事業所   | 1,457人  |
| 東野田町五丁目 | 181事業所   | 1,273人  |
| 計             | 1,197事業所 | 12,690人 |

## 施設

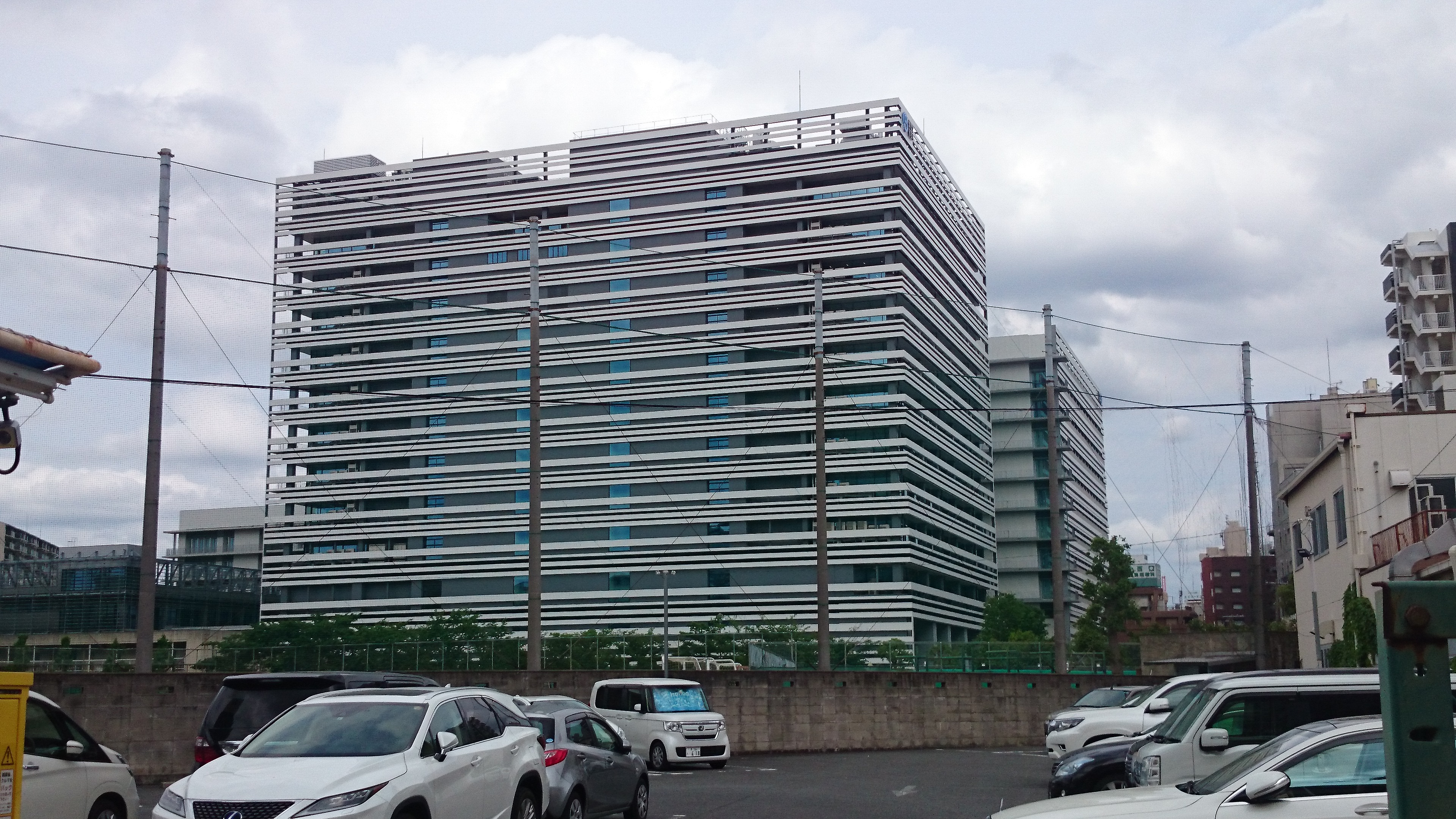
西日本電信電話（NTT西日本）本社

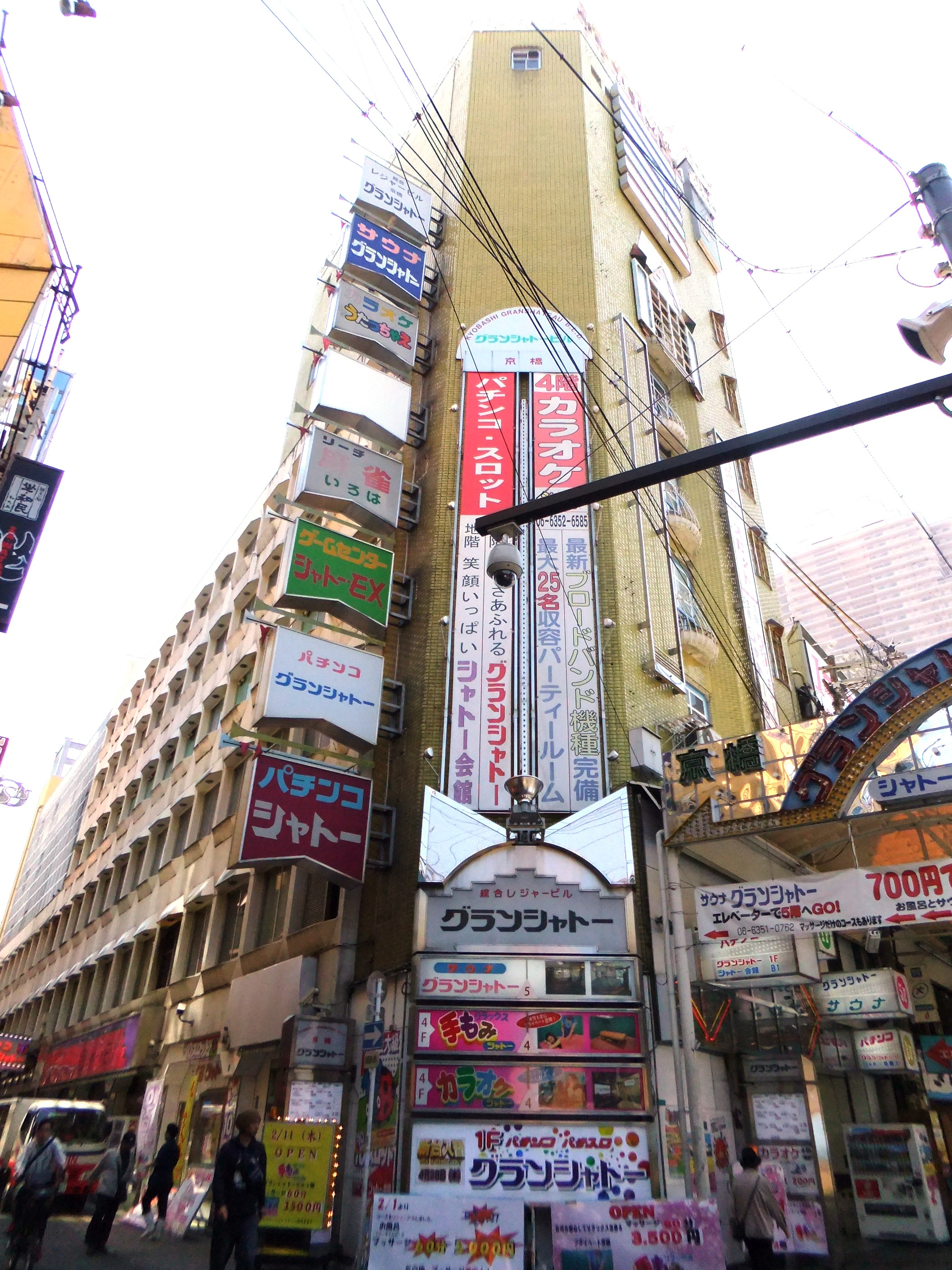
京橋グランシャトービル

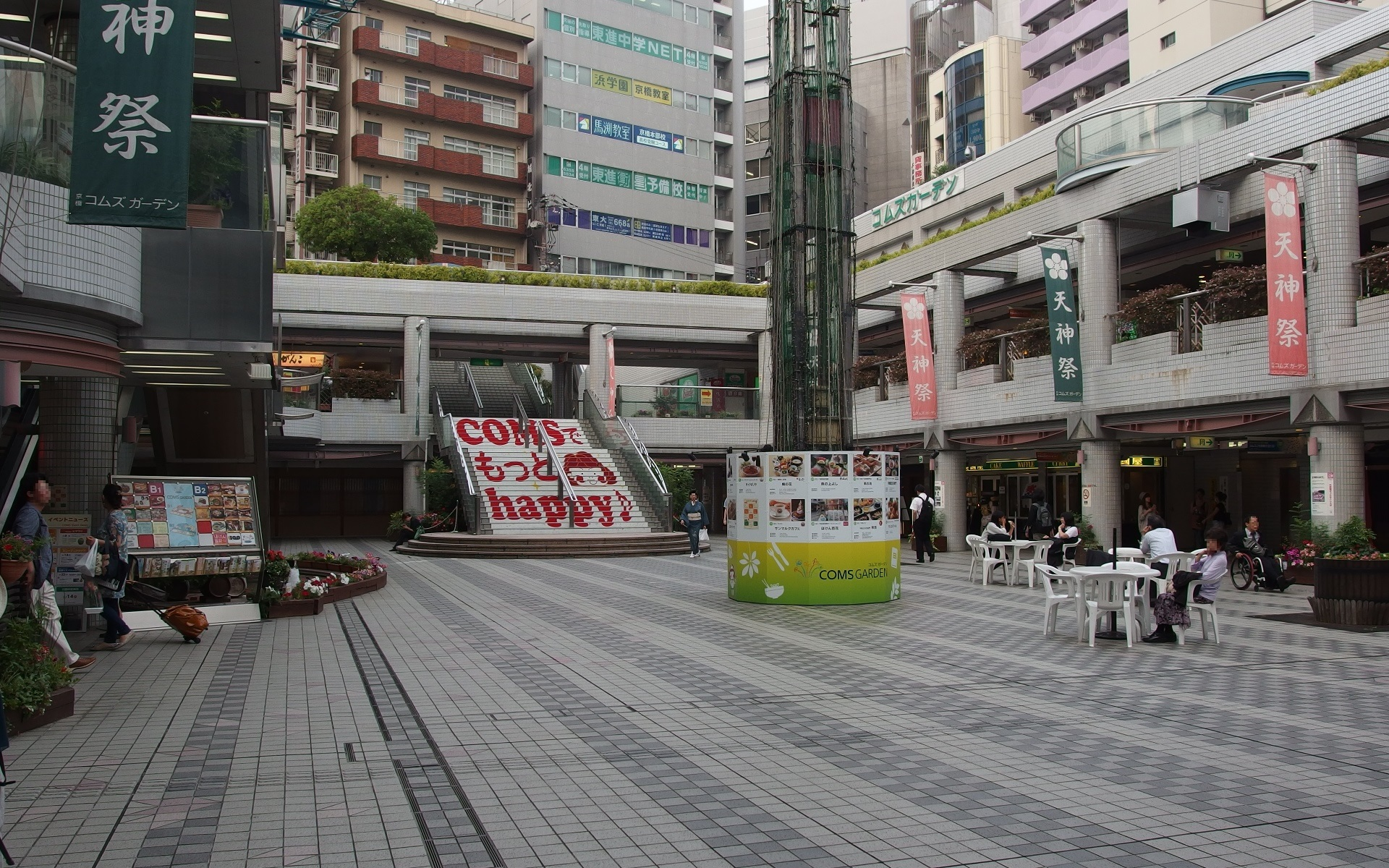
コムズガーデン

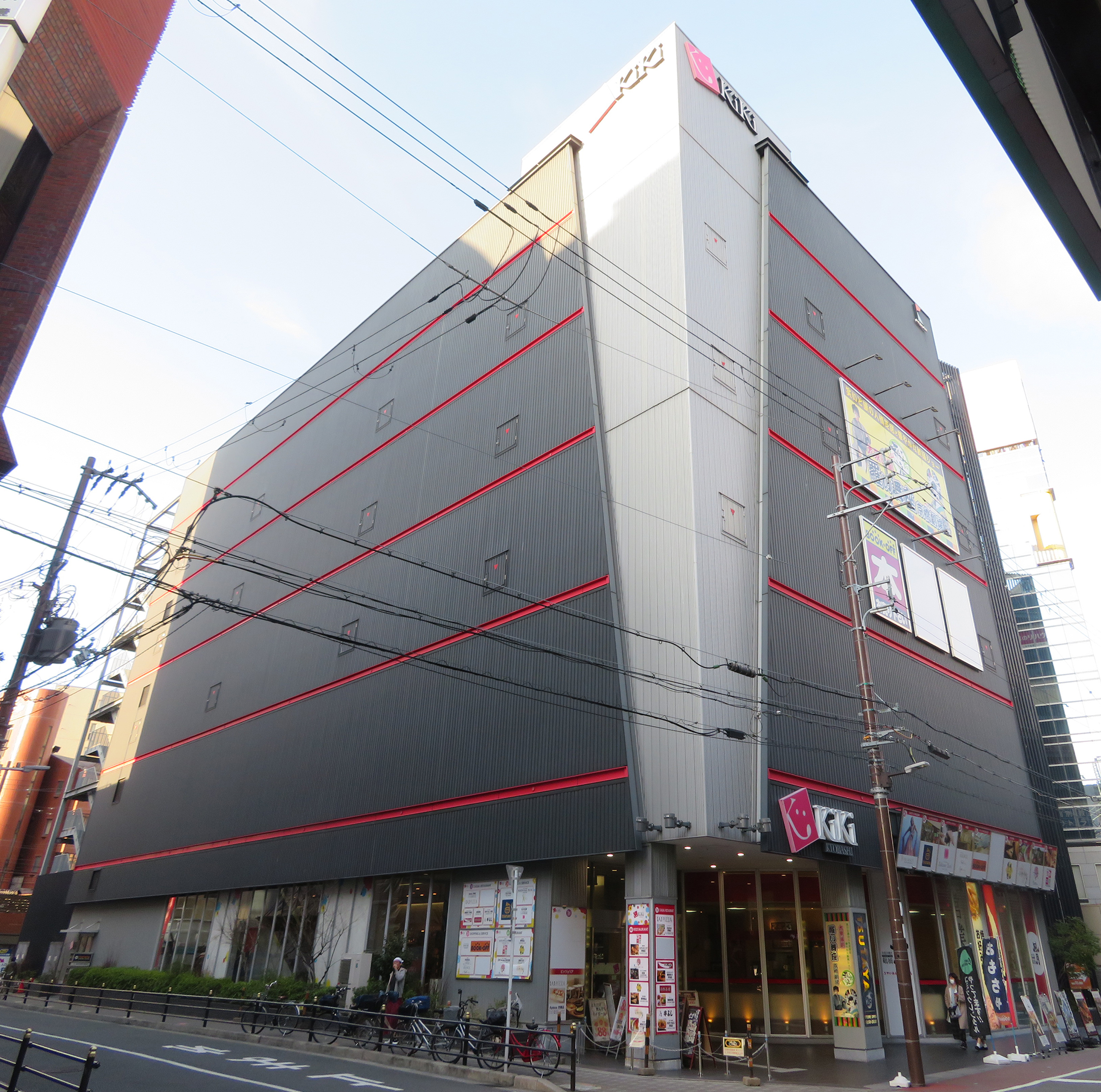
KiKi京橋

### 商業施設
- 京阪モール
  - 京阪百貨店 モール京橋店
- コムズガーデン
- KiKi京橋
- 京橋グランシャトービル
- 業務スーパー 京橋店
- ドン・キホーテ 京橋店
- 網島市場 コム・アミジマ

### 教育機関
- 北大阪福祉専門学校
- 大阪市立東高等学校
- 大阪市立桜宮中学校
- 大阪市立桜宮小学校
- 大阪市立桜宮幼稚園

### 金融機関
- 三菱UFJ銀行 京阪京橋支店
- 三井住友銀行 京阪京橋支店
- りそな銀行 京阪京橋支店
- 尼崎信用金庫 京橋支店

### 公園
- 京橋公園
- 桜之宮東公園
- 東野田公園

### 社寺
- 日風寺

### 企業
- 西日本電信電話（NTT西日本）
- クラヴィス
- OSパートナーズ
- ベーグルK
- 生活協同組合おおさかパルコープ
- ワダカルシウム製薬

### かつて存在した施設
- 京橋花月 - 2011年閉館
- 大阪工業大学 (旧制)

## 交通

### 鉄道
- 京橋駅 - JR西日本 大阪環状線・JR東西線・学研都市線 / 京阪電気鉄道 京阪本線 / 大阪市高速電気軌道 長堀鶴見緑地線

### バス
すべて大阪シティバスによる運行。
- 10系統 天満橋 - 東野田 - 地下鉄都島 - 地下鉄太子橋今市 - 守口車庫前
- 31系統 天満橋 - 東野田 - 京橋北口 - 地下鉄蒲生四 - 新森公園前 - 花博記念公園北口
- 36系統 大阪駅前 - 東野田 - 京橋北口 - 地下鉄蒲生四 - 地下鉄横堤 - 地下鉄門真南
- 57系統 京橋駅前 - 京橋北口(毛馬中央公園ゆきのみ) - 東野田町 - 地下鉄都島 - 桜宮高校 - 毛馬中央公園

### 道路
- 国道1号（曽根崎通）
- 国道163号
- 大阪市道赤川天王寺線

## その他

### 日本郵便
- 〒534-0024[3]（集配局：都島郵便局[14]）